# Bedřich Dvořák
Bedřich Dvořák (18. prosince 1912 Chotěnov – 29. srpna 1973 Pardubice) byl český stíhací pilot a příslušník 312. československé stíhací perutě RAF v období druhé světové války.

## Život

### Před druhou světovou válkou
Bedřich Dvořák se narodil 18. prosince 1912 v Chotěnově na Svitavsku v rodině živnostníka vlastnícího malou obuvnickou firmu. Studoval na gymnáziu ve Vysokém Mýtě a Státní vyšší průmyslové škole v Pardubicích, kde v roce 1931 odmaturoval. Poté nastoupil na prezenční vojenskou službu, v rámci které absolvoval školu pro důstojníky lehkého dělostřelectva v záloze v Košicích. Chtěl pracovat v leteckém průmyslu, ale hospodářská krize a nedostatek příležitostí ho vedly k rozhodnutí zůstat v Československé armádě jako voják z povolání. Mezi lety 1934 a 1936 studoval na Vojenské akademii v Hranicích, po které následoval pilotní a stíhací výcvik. Dosáhl hodnosti poručíka.

### Druhá světová válka
Po německé okupaci byl Bedřich Dvořák nucen jako zástupce velitele předávat olomoucké letiště a materiál německým vojákům. Následně opustil ilegálně Protektorát Čechy a Morava. Hranici do Polska přešel 11. července 1939 ve skupině vedené učitelem z Horní Bečvy Cyrilem Machem a pod velením por. Otakara Korce. Ve skupině byl dále i František Fajtl, Rudolf Fiala a Bohuslav Kimlička. Z Polska se dostal do Francie, kde byl prezentován 2. října 1939. Vstoupil do francouzského armádního letectva, kde byl zařazen do jednotky GC III/7 a zúčastnil se bojů o Francii. Po jejím pádu v červnu 1940 se přes severní Afriku a Gibraltar evakuoval do Spojeného království, kde vstoupil do Royal Air Force, byl zařazen do 312. československé stíhací perutě a zúčastnil se bitvy o Británii. Během doprovodu bombardérů nad Cherbourg-Octeville byl 3. června 1942 sestřelen nad Lamanšským průlivem, nucen opustit letadlo a na padáku seskočit do moře. Byl vyloven francouzskými rybáři, ti ho ale byli nuceni vydat Němcům. Následně byl internován v táboře Stalag Luft III nedaleko Zaháně. V noci 24. na 25. března 1944 se stal jedním z uprchlíků v rámci tvz. Velkého útěku. Během jeho příprav byl jedním z těch, kteří šili pro budoucí uprchlíky civilní šaty, protože měl praxi ze studentských let, kdy pomáhal svému strýci. Společně s Desmondem Plunkettem se již následující den po útěku dostali do Protektorátu Čechy a Morava, kde strávili noc v Novém Hrádku v hostinci Josefa Tošovského, otce ekonoma Josefa Tošovského. Ten jim následně domluvil úkryt ve stodole, kde vyčkali do 31. března, kdy bylo odvoláno hlavní pátrání. Poté se přes Pardubice, Prahu a Domažlice dostali do Klatov, kde je zatklo protektorátní četnictvo. Do konce války byl vězněn a vyslýchán v Praze a poté na hradu Colditz. Na jaře 1945 byl osvobozen americkou armádou. Dosáhl hodnosti štábního kapitána.

### Po druhé světové válce
Po návratu do Spojeného království Bedřich Dvořák pracoval na organizaci přesunu československých letců do vlasti. Byl ustanoven náčelníkem štábu československého letectva a poté velitelem letecké základny v Pardubicích. V roce 1946 se zúčastnil slavnostního pochodu v Londýně a setkal se s královnou. Po komunistickém převratu byl zbaven funkce i hodnosti, živil se jako buldozerista a žil v suterénním bytě v Pardubicích. Zemřel 18. prosince 1973 v Pardubicích. Pohřben je na hřbitově v Mladočově.  Rehabilitován byl po roce 1989.

## Ocenění

### Vyznamenání
- 4x Československý válečný kříž 1939
- Československá medaile Za chrabrost před nepřítelem
- Československá medaile za zásluhy I. stupně
- Pamětní medaile československé armády v zahraničí
- Croix de guerre
- Hvězda 1939–1945
- Britská medaile Za obranu
- Válečná medaile 1939–1945

### Posmrtná ocenění
- Bedřich Dvořák byl v roce 1991 in memoriam povýšen do hodnosti plukovníka
- V roce 2015 byl Bedřichu Dvořákovi in memoriam udělen Kříž obrany státu